# Tipula (Eumicrotipula) flavopedicellaris
Tipula (Eumicrotipula) flavopedicellaris is een tweevleugelige uit de familie langpootmuggen (Tipulidae). De soort komt voor in het Neotropisch gebied.